# 드미트리 필리포프 (핸드볼 선수)
드미트리 루돌포비치 필리포프(러시아어: Дми́трий Рудо́льфович Фили́ппов, 1969년 5월 19일~)는 소련과 러시아의 은퇴한 핸드볼 선수로 포지션은 센터백과 레프트윙이다. SKIF 크라스노다르에서 선수 생활을 시작한 후 아이슬란드와 독일에서 프로 선수 경력을 보냈다. 
소련과 독립국가연합, 러시아 국가대표로 활약하여 올림픽에서 금메달 2개(1992, 2000)를 획득했고 세계 선수권 대회 2회 우승, 유럽 선수권 대회 1회 우승을 달성했다.